# Toyota Field
Il Toyota Field è uno stadio ad uso calcistico situato a San Antonio in Texas, che attualmente ospita le partite casalinghe del San Antonio FC. Dalla sua costruzione nel 2013 ha ospitato le gare dei San Antonio Scorpions, fino allo scioglimento della società nel 2015. L’impianto ha una capacità di 8.296 persone per le partite di calcio e 14.000 per concerti e festival, espandibili fino a 18.000.
Attualmente Toyota Motor Corporation detiene i diritti di denominazione sponsor dell’impianto.

## Design
Il Toyota Field venne progettato dallo studio di architettura di San Antonio “Pro Sports Developments” (PSD), la divisione specializzata in strutture sportive di Luna Architecture and Design. L’impianto venne concepito come specifico per il calcio, con la possibilità di essere poi espanso fino ad una capienza massima di circa 18.000 posti attraverso tre fasi di sviluppo. Il progetto si attiene agli standard imposti dalla University Interscholastic League (UIL), dalla National Collegiate Athletic Association (NCAA), dalla Major League Soccer (MLS) e dalla FIFA per ospitare eventi calcistici internazionali. Inoltre, la struttura è progettata per accogliere anche incontri di rugby, lacrosse, football americano, eventi di pugilato e concerti. Attualmente, lo stadio è al primo stadio del suo piano di espansione.

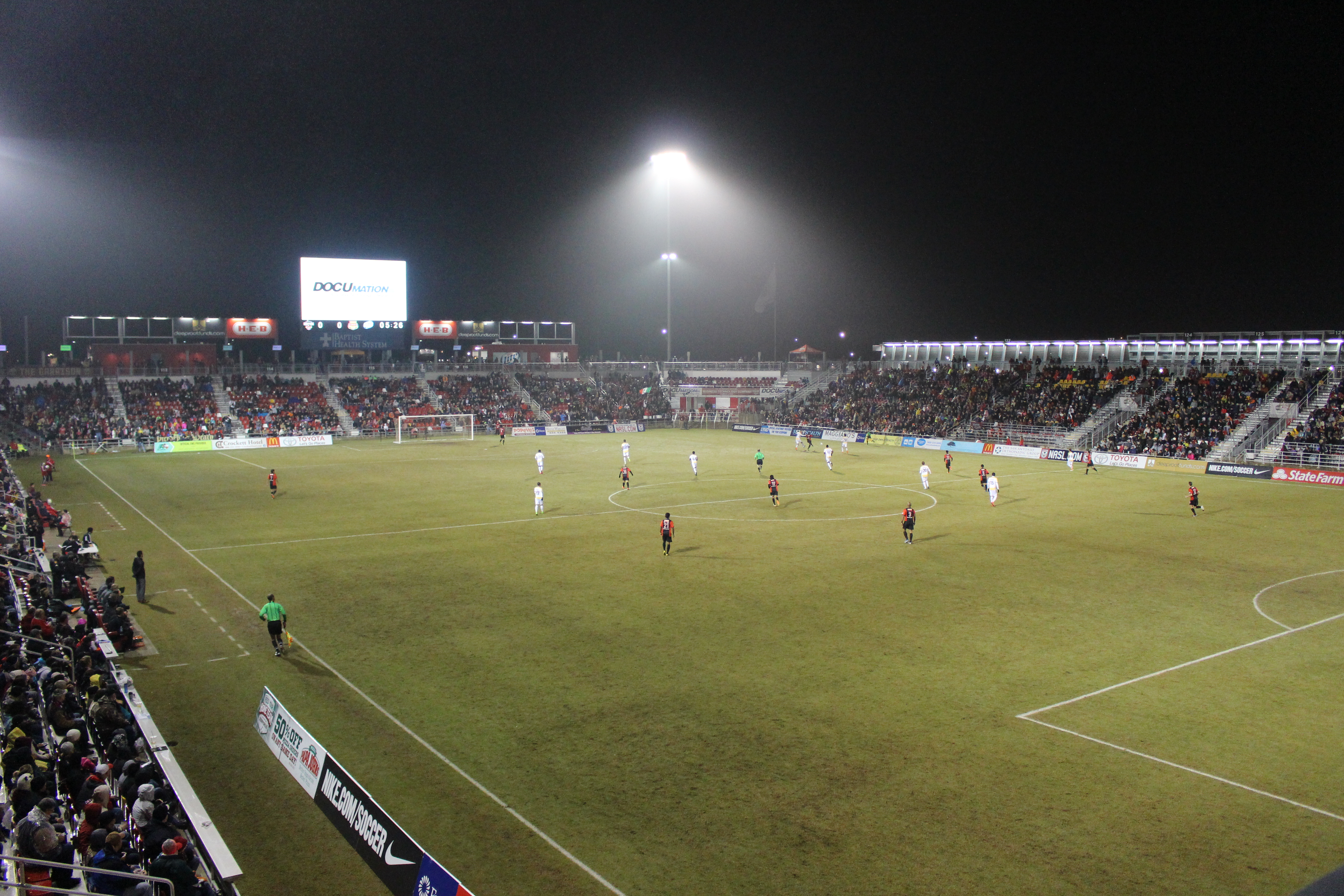
Interno dello stadio

La capienza attuale è di 8.296 posti, comprensivi di 16 suite private, 864 posti riservati al Midfield Club, un’area beer garden a bordo campo in grado di ospitare oltre 200 tifosi, dotata di tavoli e sedute disposte su più livelli a una distanza di soli 4,5 metri dalla porta sud. Una terrazza panoramica situata al livello delle suite, con una capienza di oltre 100 spettatori, offre una vista completa sul campo, mentre una fan zone situata dietro la tribuna nord consente ai tifosi di riunirsi e chiedere autografi prima e dopo le partite. In presenza di spettatori in piedi, la capienza complessiva dello stadio può raggiungere circa 9.000 persone.
L’architettura del Toyota Field, progettata da PSD, riflette l’eredità industriale della storica Longhorn Quarry, area in cui sorge l’impianto. La struttura è caratterizzata da facciate in metallo ondulato e perforato, con elementi strutturali esposti che enfatizzano l’uso dell’acciaio, conferendo allo stadio un’estetica industriale contemporanea. Le facciate metalliche, insieme alla copertura in metallo che si estende sopra le suite e le tribune sul lato ovest, contribuiscono ad amplificare il rumore della folla. La copertura fissa sul lato ovest, combinata con i settori inferiori delle tribune posizionati a soli 5 metri dalle linee laterali del campo, conferisce al Toyota Field un’atmosfera intima, un aspetto che, secondo i progettisti, sarà mantenuto anche nelle future fasi di espansione previste.